# Josep Berenguer i Cros
Josep Berenguer i Cros (Tortosa, Baix Ebre, 1895 - Armero (Colòmbia) 6 de novembre de 1979) fou un advocat i polític català, diputat a les Corts Espanyoles durant la Segona República.
El 1917 es llicencià en dret a la Universitat de Barcelona, col·laborà al diari La Lucha, milità al Partit Republicà Radical Socialista Català i fou director del diari El Pueblo de Tortosa. Amb aquest partit fou elegit diputat per la província de Tarragona a les eleccions generals espanyoles de 1931, i durant el seu mandat fou nomenat Director General de Duanes (desembre de 1931 i abril de 1933), i conseller de la CAMPSA en representació de l'Estat.
Fou alcalde de Tortosa entre gener de 1934 i agost de 1936, però fou empresonat a Madrid del 31 d'octubre de 1934 a 9 de gener de 1935 acusat de permetre l'entrada clandestina d'armes per a donar suport als fets del sis d'octubre de 1934. El 1936 ingressaria a Izquierda Republicana, però no va obtenir escó a les eleccions. El febrer de 1937 marxà a Colòmbia, d'on ja no va tornar. Allí va ser soci fundador de l'empresa de plàstics SOLVECO -1959- de Bogotà.